# Justin Hamilton (cestista 1980)
Justin Charles Hamilton (Sarasota, 19 dicembre 1980) è un ex cestista statunitense, prodessionista nella D-League e in Europa.

## Palmarès
- Campionato spagnolo: 1

Real Madrid: 2004-05
- Campionato belga: 4

Spirou Charleroi: 2007-08, 2008-09, 2009-10, 2010-11
- Coppa del Belgio: 1

Spirou Charleroi: 2009